# 井深八重
井深 八重（いぶか やえ、1897年10月23日 - 1989年5月15日）は日本の看護婦。台北生まれの湾生。父は衆議院議員をつとめた井深彦三郎。明治学院総理の井深梶之助は伯父。ソニーの創始者井深大とは遠縁にあたる。遠藤周作の『わたしが・棄てた・女』のヒロインのモデルでもある。

## 来歴
八重が7歳の時に両親が離婚、母は八重を井深家に置いて去る。父・彦三郎も多忙なため伯父の梶之助に預けられ育つ。1910年、小学校を卒業して同志社女学校普通学部に入学。家族から離れた8年間の寄宿舎生活を始める。1918年、同志社女学校（現在の同志社女子大学）専門学部英文科卒業。長崎県立長崎高等女学校の英語教師となったが、1919年ハンセン病と診断されて神山復生病院に隔離入院。八重によると、皮膚の痛みや痒みを診てもらうために病院を訪れたが、医師が不在であったため、再診するように言われた。それを親族がハンセン病であると疑い、隔離入院させたということだった。3年後の1922年になってそれは誤診だったと判明するが、彼女はハンセン病患者を献身的に看護する院長ドルワール・ド・レゼー神父の姿に感銘を受け病院に留まることを決意する。1923年、日本看護学校に入学し、同年９月に卒業し、神山復生病院で看護師として働き始めた。当時はハンセン病やその患者に対する激しい差別と偏見が存在した時代であったにもかかわらず、極貧の状態だった神山復生病院の婦長として献身的な看護にあたり、生涯をハンセン病患者の救済に捧げた。その活動は国際的に高く評価され、1959年には教皇ヨハネ23世より聖十字勲章を、1961年には赤十字国際委員会よりナイチンゲール記章を受章。日本カトリック看護協会(JCNA)初代会長。1977年度朝日社会福祉賞受賞。
八重の功績についての資料は、神山復生病院内の福生記念館に展示されている。
井深家については井深宅右衛門#井深家を参照。

## 補注
1. 1 2  室田保夫『人物でよむ近代日本社会福祉のあゆみ』ミネルヴァ書房、2006年5月30日、200頁。
2. ↑  室田保夫『人物でよむ近代日本社会福祉のあゆみ』ミネルヴァ書房、2006年5月30日、200頁。
3. ↑  再診に当たったのは当時東京大学で皮膚病の権威であった土肥慶蔵。日本テレビHPなどで「親戚の医者が八重の再診を行った」とするが誤りである。土肥慶蔵について
4. ↑  室田保夫『人物でよむ近代日本社会福祉のあゆみ』ミネルヴァ書房、2006年5月30日、204頁。
5. ↑  “ハンセン病、御殿場で看護　「日本のマザーテレサ」井深八重の献身知って　コロナ禍、顕彰機運高まる”. 静岡新聞. (2020年6月18日) 2021年4月25日閲覧。